# Axel Zeebroek
Axel Zeebroek (Dinant, 25 de julho de 1978) é um triatleta profissional belga.

## Carreira
Axel Zeebroek competidor do ITU World Triathlon Series, disputou os Jogos de Pequim 2008, ficando em 13º.